# Salim Barakat
Salim Barakat (arabisch سليم بركات, DMG Salīm Barakāt, kurdisch Selîm Berekat) (* 1. September 1951 in Qamischli, Syrien) ist ein aus Syrien stammender kurdischer Schriftsteller. Barakat gilt als einer der innovativsten Dichter und Romanciers, die in arabischer Sprache schreiben. Er veröffentlichte zahlreiche Romane, Gedichtbände, Biografien und Kinderbücher, von denen einige auf Englisch, Französisch, Deutsch, Schwedisch und in andere Sprachen übertragen wurden. Seine Bücher zählen zu den bekanntesten Werken der zeitgenössischen syrischen Literatur.

## Leben und Werk

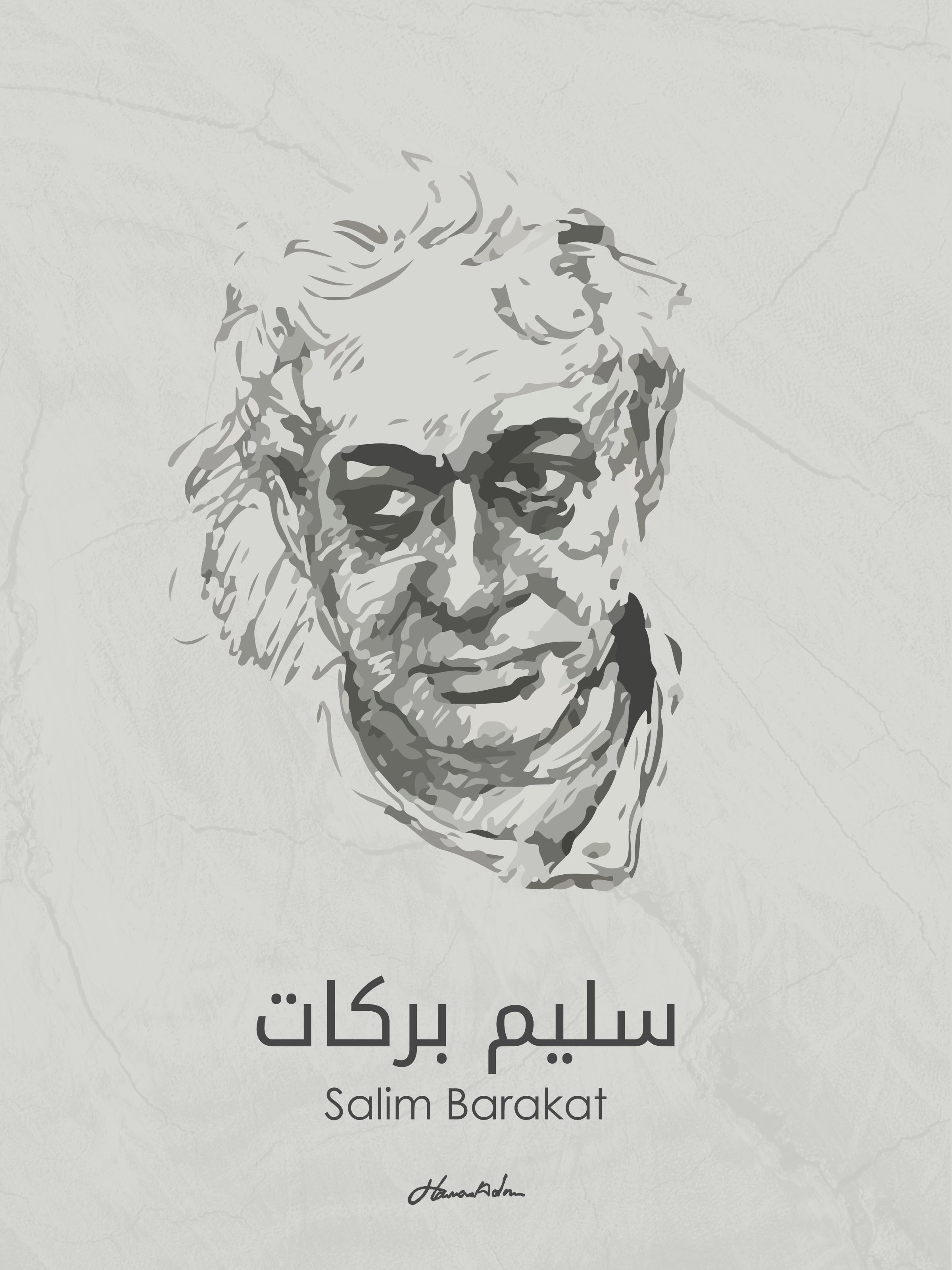
Künstlerische Zeichnung von Salim Barakat

Barakat wuchs in der von Kurden bewohnten Großstadt Qamischli in Nordsyrien auf und verbrachte dort den größten Teil seiner Jugend. 1970 zog er nach Damaskus, um an der dortigen Universität arabische Literatur zu studieren. Nach einem Jahr wechselte er nach Beirut, wo er bis 1982 lebte. Während seines Aufenthalts in Beirut veröffentlichte er fünf Gedichtbände, ein Tagebuch und zwei Bände mit autobiografischen Beschreibungen. Danach zog er nach Zypern und arbeitete als Chefredakteur der angesehenen palästinensischen Zeitschrift Al-Karmel, deren Herausgeber der Schriftsteller Mahmoud Darwish war. 1999 ging er nach Schweden, wo er seither im Exil lebt.
Seine zur syrischen Literatur zählenden Werke behandeln sowohl die kurdische Kultur und deren Not und Geschichte wie auch die in Syrien ebenfalls vertretene arabische, assyrische, armenische, tscherkessische und jesidische Kultur. Sein erstes größeres Prosawerk, Al-Jundub al-Hadidi (dt. Der eiserne Grashüpfer), ist eine autobiografische Erzählung seiner Kindheit in Qamischli. Das Buch erkundet die gewalttätigen und rauen Bedingungen seines frühen Jugendlebens, durchdrungen von nostalgischen Gefühlen für das kurdische Heimatland und die kurdische Kultur. Auch in seinem zweiten autobiografischen Werk Die Spiele der jungen Hähne erzählt der Autor von Erlebnissen der Gewalt in seiner Kindheit wie Tierquälerei oder Militärputschen.
Der Literaturwissenschaftler Stefan G. Meyer beschrieb Barakats Stil als „dem lateinamerikanischen magischen Realismus nahe stehend“ und nannte ihn „den meisterhaften Prosastilisten, der heute auf Arabisch schreibt.“ Aufgrund seines komplexen Stils und der Anwendung von Techniken aus der klassischen arabischen Literatur mit einem äußerst umfangreichen Wortschatz gilt sein Einfluss auch als „neoklassizistisch“.
Laut dem Online-Magazin Literary Hub war Barakat einer der offiziellen Kandidaten für den Literaturnobelpreis 2022.

## Werke in deutscher Übersetzung
- Der eiserne Grashüpfer: die unvollständige Biographie eines Kindes, das nur fliehende Erde gesehen hat und schreit: Dies sind meine Fallen, ihr Flughühner! [Geschichte eines kurdischen Kindes]. Aus dem Arabischen von Burgi Roos Khalil. Basel: Lenos-Verlag, 1995, ISBN 3-85787-237-3.
- Die Spiele der jungen Hähne: Roman einer Jugend. Aus dem Arab. von Burgi Roos. München: Dt. Taschenbuch-Verlag, 2004, ISBN 978-3-423-13264-0.

## Auszeichnungen
- 2000: Tucholsky-Preis des schwedischen P.E.N. Zentrums